# Two Moon Junction
Two Moon Junction (titulada: "Encrucijada de pasiones" en España y "Seducción de dos lunas" en Hispanoamérica), es una película de 1988 dirigida por Zalman King, protagonizada por Sherilyn Fenn y Richard Tyson. El guion fue escrito por Zalman King. La música fue compuesta por Jonathan Elias. Hay apariciones de Louise Fletcher, Juanita Moore, Burl Ives y Hervé Villechaize. Marcó el debut cinematográfico de Milla Jovovich.

## Sinopsis
Una joven abandona su vida elegante y próximo matrimonio arreglado para tener una aventura erótica con un empleado de una feria local.

## Elenco
| Actor             | Papel                  |
| ----------------- | ---------------------- |
| Sherilyn Fenn     | April Delongpre        |
| Richard Tyson     | Perry Tyson            |
| Louise Fletcher   | Belle Delongpre        |
| Burl Ives         | Sheriff Earl Hawkins   |
| Kristy McNichol   | Patti Jean             |
| Martin Hewitt     | Chad Douglas Fairchild |
| Juanita Moore     | Delilah                |
| Don Galloway      | Senador Delongpre      |
| Millie Perkins    | Mrs. Delongpre         |
| Milla Jovovich    | Samantha Delongpre     |
| Hervé Villechaize | Smiley                 |
| Dabbs Greer       | Kyle                   |